# Coracina leucopygia
El oruguero culiblanco (Coracina leucopygia) es una especie de ave paseriforme de la familia Campephagidae. Es endémica de Célebes, donde es una especie bastante común.